# Надпоріжжя
Надпоріжжя, Дніпровське Надпоріжжя — українська географічна й етнокультурна область. Означає території «над дніпровими порогами», вгору Дніпром. Відноситься до загальноукраїнського краю Наддніпрянщини. Часто взаємозамінюють з назвою Придніпров'я.

## Територія
Часто Дніпропетровську область взагалі називають Надпоріжжям на відміну від нижчої по Дніпру Запорізької області — Запоріжжя.
Географічно охоплює всю територію області за винятком південної частини (Запоріжжя), що розташована нижче порогів й західної частини — (Криворіжжя, що входить до Інгулеччини).
До Надпоріжжя також відносять Посамар'я й Поорілля, які перелічуються у літературі також самостійно нарівні з Надпоріжжям.

### Сучасний склад Надпоріжжя без Поорілля та Посамар'я

#### Дніпропетровська область
- Верхньодніпровський район
- Дніпровський район
- Дніпро
- Кам'янське
- Криничанський район (східна частина)
- Петриківський район
- Синельниківський район (західна сторона)
- Солонянський район

#### Кіровоградська область
- Онуфріївський район

#### Полтавська область
- Кременчуцький район (правобережжя)
- Крюківський район

## Центри Надпоріжжя
Центрами Надпоріжжя модерної індустріальної доби є міста Дніпро, Кам'янське й Верхньодніпровськ, які входять до Дніпровської агломерації. 
Історичними центрами Надпоріжжя у домодерну добу (X-XVIII ст.) були населені пункти Пересічень, Самарь, Кодак, Новий Кодак, Новобогородицька фортеця, Романкове, Таромське, Куруків.